# ایج (سمنان)
ایج یکی از روستاهای شهرستان سرخه در استان سمنان ایران است.
این روستا در دهستان لاسگرد در بخش مرکزی شهرستان سرخه قرار دارد. ایج در ۵۲ کیلومتری باختر سمنان و ۱۶ کیلومتری شمال روستای لاسجرد مرکز دهستان جای گرفته است.